# 生死格鬥 樂園
《生死格鬥 樂園》（簡稱DOAP）是由特库摩製作、於2010年4月2日推出的運動休閒度假遊戲軟體，為《死或生系列》第一款登上掌機平臺的作品，與特库摩在2006年發表的同系列手机游戏《DOA樂園♪》（DOAパラダイス♪）無關。

## 遊戲特色
本作以Xbox 360上《死或生 沙滩排球2》為基礎，節選出部分受歡迎的遊戲，簡化收集要素，並將系統改為適合攜帶遊玩的版本。舞台背景同樣設定在虛擬的南國熱帶島嶼新札克島（ニューザック島，New Zack Island）上，與系列作中9名登場的女孩一同享受愉快的度假生活。遊戲時間每一輪設定為兩個星期，每一天又可分成早、中、黃昏與晚上共四個時段。玩家白天必須尋找夥伴一起進行沙灘排球、踏浮板、沙灘搶旗、屁股相撲等多種的熱帶島嶼活動來放鬆心情，或是在美麗風景中使用相機拍攝女孩們的寫真；到了晚上，則可以到賭場玩廿一點、撲克、吃角子老虎遊戲來試試手氣，賺取用來購買泳裝或禮物的資金。

## 登場角色
除了系列作登場的9位角色之外，當達成某些條件後，特库摩的看板娘理歐就會成為可供選擇遊玩的角色。
前作登場角色
- 霞（かすみ，Kasumi）
- 綾音（あやね，Ayane）
- 瞳（ヒトミ，Hitomi）
- 麗鳳（レイファン，Lei Fang）
- 心（こころ，Kokoro）
- 蒂娜（ティナ，Tina）
- 海蓮娜（エレナ，Helena）
- 克莉絲蒂（クリスティ，Christie）
- 麗莎（リサ，Lisa）

新登場角色
理歐·羅倫斯·立花（Rio Rollins Tachibara，聲：井上麻里奈（日語）/Ail Hillis（英語））
精神飽滿的新手荷官，在全世界的賭場中鍛鍊身手，目標是成為業界裡的No.1。
國籍：美國
生日：10月11日
年齡：21歲
血型：B型
身高：164cm
三圍：B91/W59/H88
最喜歡的食物：薑餅
興趣：彈珠臺、作點心

## 相關商品
書籍
生死格鬥：樂園 新札克島 Tour Guide（デッド オア アライブ パラダイス ニューザック島ツアーガイド）
2010年4月22日發售，Enterbrain發行，ISBN 978-4-04-726568-4
DEAD OR ALIVE Paradise Guide Book（DEAD OR ALIVE Paradise ガイドブック）
2010年5月20日發售，光荣特库摩游戏發行，ISBN 978-4-77-580778-1

## 評價
由於本作屬於較為輕鬆的休閒遊戲，但畫面並沒有發揮主機應有的效能，讀取時間也略嫌冗長，所以在各大遊戲網站中得到較為普通的評價。

## 備註
1. ↑  人物中文譯名以青文出版社《電玩通PSP+PS3》季刊2010年05月號P.64&P.65的介紹資料為準。
2. ↑  http://www.gamerankings.com/psp/981957-dead-or-alive-paradise/index.html
3. ↑  http://www.metacritic.com/game/psp/dead-or-alive-paradise
4. ↑  http://www.eurogamer.net/articles/dead-or-alive-paradise-review
5. ↑  http://gameinformer.com/games/dead_or_alive_paradise/b/psp/archive/2010/03/30/review.aspx
6. ↑  http://www.gamesradar.com/psp/dead-or-alive-paradise/review/dead-or-alive-paradise/a-20100326171525287016/g-201001211258559018
7. ↑  http://psp.ign.com/articles/108/1080433p1.html
8. ↑  青文出版社《電玩通》週刊 Vol.284 P.20

## 外部連結
- （日語）遊戲官方網站